# Ауховский район

Заселение северной части Ауховского района лакцами в 1944 году (современная карта Дагестана)

Заселение Акташ-Ауха и Юрт-Ауха аварцами 23 февраля 1944 года.

Ауховский район (чечен. Ӏовхойн кӀошт) — административно-территориальная единица в составе Дагестанской АССР, образованная в октябре 1943 году и являвшаяся территорией компактного проживания чеченцев-ауховцев. В конце февраля 1944 года чеченцы-ауховцы были выселены вместе с чеченцами и ингушами из Чечено-Ингушетии в Среднюю Азию, а район был переименован в Новолакский район (по другой версии, упразднён). Часть района была передана соседнему Казбековскому району и заселена аварцами из Алмака. Из Ауховского района 23 февраля 1944 года было выселено 14,5 тыс. чеченцев.
В 1991 году было принято решение, что Ауховский район должен быть восстановлен в границах 1944 года со включением сёл Ленинаул и Калининаул. Лакское население планируется к переселению в Новострой — на территорию севернее Махачкалы, где должен быть образован новый Новолакский район.
В 2017 году власти Дагестана приняли новую программу по восстановлению Ауховского района, срок её реализации до 2025 года. За семь лет на неё планировалось потратить 12,4 млрд рублей, из которых большая часть – средства федерального бюджета.

## История

### Предыстория
В документах XVI века регион известен под названием «Окоцкая землица», являвшейся феодальным владением, где на тот момент владетелями были мурзы Ишеримовых, с главным селением «Старый Окох» (Ширч-аух).
В XIX веке территория района входила в состав Северо-Кавказского имамата где была образована административная единица — Ауховское наибство. После окончания Кавказской войны на месте проживания ауховцев некоторое время существовала административная единица — Ауховский округ.
После окончания Кавказской войны Аух был включен в состав созданной Хасавюртовский округ Терской области, куда также входили остальные чечено-ингушские территории Терской области. По переписи 1897 года в Хасавюртовском округе проживало около 20 тыс. ауховцев.
В результате присоединения Хасавюртовского округа к Дагестану многотысячное ауховское население оказалось искусственно оторванным от своих соплеменников, остальных чеченцев, что негативно отразилось на дальнейшее развитие ауховцев. О присоединении ауховских земель к Дагестану длительное время скрывали.
Когда узнали о присоединении округа к ДАССР, ауховские лидеры и рядовые жители решительно выступили против присоединения, после чего начались преследования ауховцев. Репрессии в первую очередь затрагивались духовенства и бывших «командиров», и «партизан», а затем охватили широкий круг людей.
В 1943 году предгорной части Хасавюртовского района с учетом этнического состава населения был создан Ауховский район. Предполагалось учитывать потребности национального развития населения, открыть школы с преподаванием на родном языке, наладить печать. Ауховский район де-юре стал административно-территориальной единицей Дагестана.
"Первого декабря 1943 года председателем исполкома Ауховского райсовета депутатов трудящихся был утверждён Осман Шовхалбиевич Басханов."
После выселения ауховцев на основании Указа Президиума Верховного Совета РСФСР от 7 июня 1944 года, Ауховский район был переименован в Новолакский, а часть территории передана в состав соседнего Казбековского района. Все населенные пункты также были переименованы, а районный центр из сел. Ярыксу-Аух был перенесен в сел. Банай-Аул, переименованный в Новолакское.

### Заселение
В отчёте об освоении земель бывшей Чечено-Ингушской АССР, вошедших в состав Дагестанской АССР, отмечалось, что решение заселять чеченские земли 
было воспринято народами Дагестана как мероприятие, имеющее большое историческое значение.
 На заседании пленума обкома ВКП(б) 16-17 марта 1944 г. обсуждались мероприятия по заселению земель, ранее занятых чеченцами. Присоединение новых районов, откуда было депортировано население, было воспринято с оптимизмом. Так отмечалось в отчёте. Возможно, это было результатом подобострастия областного комитета партии по отношению к ЦКВКП(б). Однако далее в том же источнике говорится следующее: 
Желающих переселится в новые районы оказалось в несколько раз больше, чем могли вместить заселяемые районы.

В письме председателя Совнаркома Дагестанской АССР А. Даниялова и секретаря обкома А. Алиева на имя Л. П. Берия отмечалось, что во включённые в состав Дагестанской АССР районы бывшей Чечено-Ингушской АССР и в бывший Ауховский район Дагестанской АССР в 1944 году из горных районов республики и Грузинской ССР переселено 16 740 хозяйств (61 тыс. чел.) вместо 6 800 хозяйств, предусмотренных постановлением Совнаркома СССР от 9 марта 1944 года, а также распоряжением от 11 марта того же года. Далее в письме сообщалось, что
народы Дагестана высоко оценили решение партии и правительства о присоединении к Дагестану части районов бывшей Чечено-Ингушской АССР, разрешившее вопрос о выводе части горцев из земельной тесноты и нужды.
Дагестанские народы с энтузиазмом воспользовались возможностью улучшить своё материальное положение, заняв земли, которые ранее принадлежали чеченцам. Они стали переселяться быстро и массово, почти сразу покрыв недостаток населения в присоединённых к Дагестану районах. Особенно активны при переселении оказались жители горной части Дагестана. Всего за 1944 год было переселено 16 740 хозяйств (61 тыс. чел.), что составило 17 % общей численности горной зоны Дагестанской АССР.
При таком размахе и темпах заселения бывших чеченских районов, не было какой-либо солидарности дагестанцев с выселенными соседями, моральной поддержки их несогласия с решением партийно-государственных органов власти.
Если всё равно так случилось, что депортировали, так почему бы не воспользоваться возможностью улучшить свой быт и материальное положение. Видимо, так рассуждали дагестанцы, которые покидали свои родовые селения, чтобы обосноваться в новых местах, где только завершилась многовековая история чеченцев на Северном Кавказе.

### Возвращение на родину
После выхода Указа Президиума Верховного Совета СССР от 9 января 1957 года, ауховцы формально получили возможность вернуться домой. Однако руководство Дагестанской АССР решило внести в Указ свои коррективы, последствия которых, фактически, сказываются до настоящего времени очень негативно на ситуацию в регионе. В места выселения ауховцев были в срочном порядке откомандированы уполномоченные по т. н. «оргнабору». Они были снабжены спецудостоверениями, в которых указывались обязательные пункты размещения ауховцев в Дагестане. При этом оговаривалось непременное условие: возвращение возможно лишь в том случае, если ауховцы согласны поселиться в местах, указанных в удостоверениях. Было разрешено поселиться в пяти районах Дагестана, территория же бывшего Ауховского района, колыбель и этническое ядро ауховцев, для них оставалась под строжайшим запретом. Таким образом, ауховцы возвращались на историческую родину не как реабилитированные, а в качестве рабочей силы. Ауховцам пришлось селиться в своих родных селениях на равнине, дорога в предгорные селения — Ауховский район — был оцеплен крупными милицейскими и воинскими подразделениями. Решения XX съезда и Указ от 9 января 1957 года доводились до ауховцев теми же уполномоченными по оргнабору.
В 16 июля 1958 года Совет Министров Дагестанской АССР принял постановление N 254, по которому ауховцам запрещалось селиться в селах Новолакского и Казбековского районов Дагестана. Этим же постановлением вели жесткий паспортный режим, согласно которому в возвращающиеся ауховцы не подлежали пропискев бывшем Ауховском районе. В постановление N 254 был введен пункт 3, по которому дальнейшее возвращение ауховцев на родину будет проведено только в течение 1959—1960 гг..
Ауховцам которым удавалось пробраться в свои предгорные селения, подвергались преследованиям. Их не прописывали в родовых сёлах по 10-15 лет, не предоставляли работы, насильственно выселяли и арестовывали; их дома сносили, семьи терроризировали, детей ауховцев не пускали в школу. Единственно ауховцам удавалось хоронить умерших на своих родовых кладбищах. В 1963 году официальными органами Дагестана постановлением N 254 было отменено «паспортный режим» и «строжайшее соблюдение закона» эти обязательства продолжают осуществляться до настоящего времени.
Со времени возвращения на родину ауховцы требовали у руководства РСФСР и СССР полной реабилитации, возвращение всех исконно ауховских населённых пунктов и восстановления Ауховского района и названий сёл, разрешение переселиться в эти села тем, чьи родители жили там до депортации 1944 года.
У руководителей Дагестанской АССР наблюдалось стремление ограничить в правах прибывающее чеченское население и защитить «своих». 16 июля 1958 г. Совет Министров республики принял постановление N 254, согласно которому ауховцы не имели права селиться в сёлах Новолакского и Казбековского районов Дагестанской АССР. Был введён жёсткий паспортный режим в отношение возвратившийся из депортации ауховцев. Прибывающих в Новолакский и Казбековский районы чеченцев не прописывали. МВД и Верховному Совету Дагестанской АССР предписывалось «принять меры к строгому соблюдению паспортного режима и охране общественного порядка в этих районах, привлекая нарушителей закона к государственной ответственности». В 1963 году данное постановление официально было отменено.

## Восстановление
С конца 1980-х годов чеченцами-ауховцами стал подниматься вопрос о восстановлении Ауховского района в прежних границах и переселении лакцев и аварцев с его территории. В 1991 году III-й съезд (по другим сведениям, II-й) народных депутатов Дагестанской ССР принял решение о восстановлении Ауховского района и переселении лакского населения Новолакского района на новое место на территории Дагестанской ССР с образованием соответствующего административного района.
Для этих целей были выделены 8,5 тыс. гектаров земли на территории Кировского района Махачкалы и Кизилюртовского (ныне Кумторкалинского) района (находившиеся в пользовании колхозов им. С.Габиева (4539 га), «Труженик» (839 га) Лакского района, совхоза «Ялгинский» (164 га) Гунибского района, ОПХ ДНИИСХ (1462 га) г. Махачкалы, совхоза «Дахадаевский» (1300 га) Кизилюртовского района, Махачкалинского мехлесхоза (200 га)).

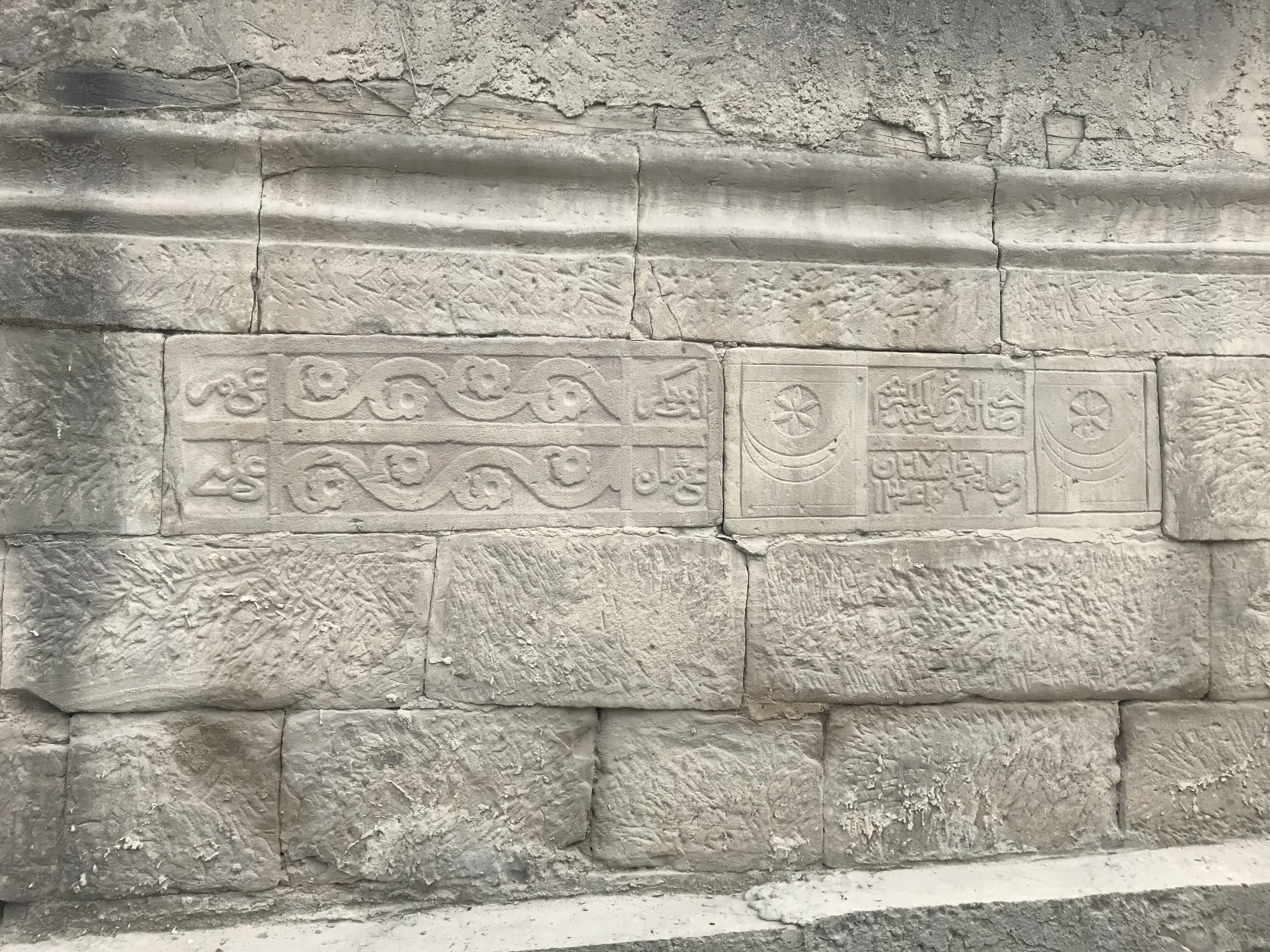
Забор алмакского переселенца из плит старой чеченской мечети в селе Ленинаул.

Согласно решению III Съезда народных депутатов, Ленинаул и Калининаул должны войти в Ауховский район. Ленинаул и Калининаул — фактически 40 % от территории Ауховского района. Сегодня в сёлах Калининаул и Ленинаул (ныне Казбековский район) жители, разобщены по этническому принципу: чеченцы и аварцы живут параллельной жизнью — дети учатся в неформально «моноэтничных» школах; жители сел ходят в неформально «национальные» мечети. Аварцы и чеченцы не ходят на соболезнование друг другу. Молодёжь остро реагирует на бытовые стычки и разногласия, периодически случаются столкновения.

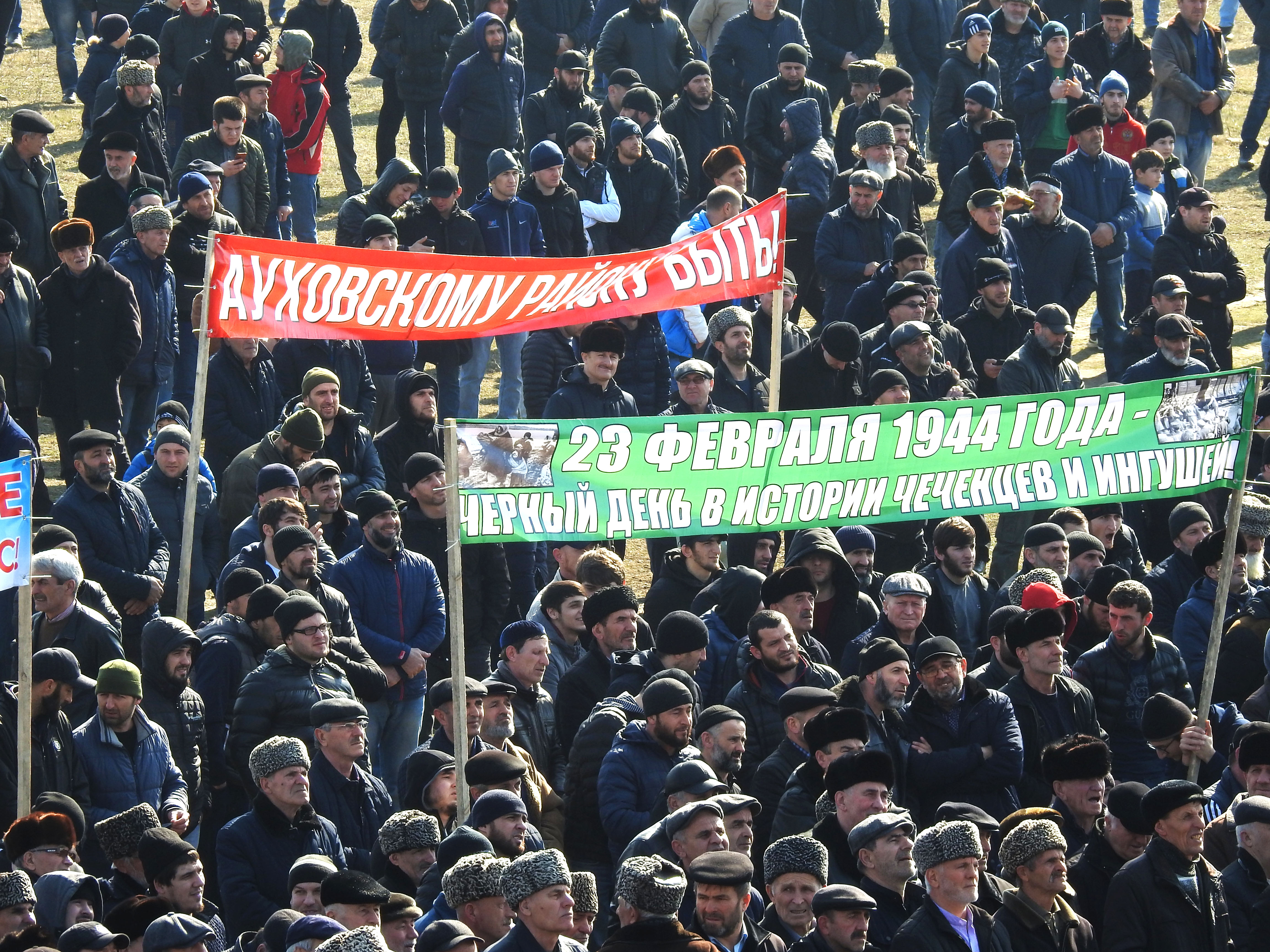
Траурный митинг 23 февраль 2019 года

На первом съезде народных депутатов СССР 25 мая — 9 июня 1989 г., писатель Чечено-Ингушской АССР Айдамирова А. А в своём докладе отмечал о том что чеченцы в дагестанской АССР дискриминируются. Также А. Айдамиров пояснял что сосланным в 1944 году со всеми чеченцами чеченцам Дагестанской АССР по сей день не разрешается возвращаться в свои родные места. Из-за нерешенности этой проблемы уже в течение 30 лет между чеченцами и дагестанцами, живущими в домах чеченцев, часто возникают конфликты. Чеченцы пишут во все центральные органы власти с просьбой разрешить им вернуться в родные сёла, где могилы их предков, также вернуть исторические названия сёл. Однако как в Москве, так и на месте никто не хочет слышать их просьбы. Он полагал, что и в Махачкале, и в Москве, ждут конфликта между чеченцами и другой стороной проживающих чеченских домах, чтобы потом применить силу к чеченцам.
ЧА. Айдамиров сообщал о том что чеченцы Дагестанской АССР обратились к депутатам из Чечено-Ингушской АССР, с просьбой довести до Съезда их требование, которое ко 1989 году уже 30 лет не решается. А. Айдамиров от имени депутатов Чечено-Ингушской АССР, обратился к Съезду с просьбой поручить Президиуму Верховного Совета СССР в ближайшее время рассмотреть этот вопрос и решить его положительно. 

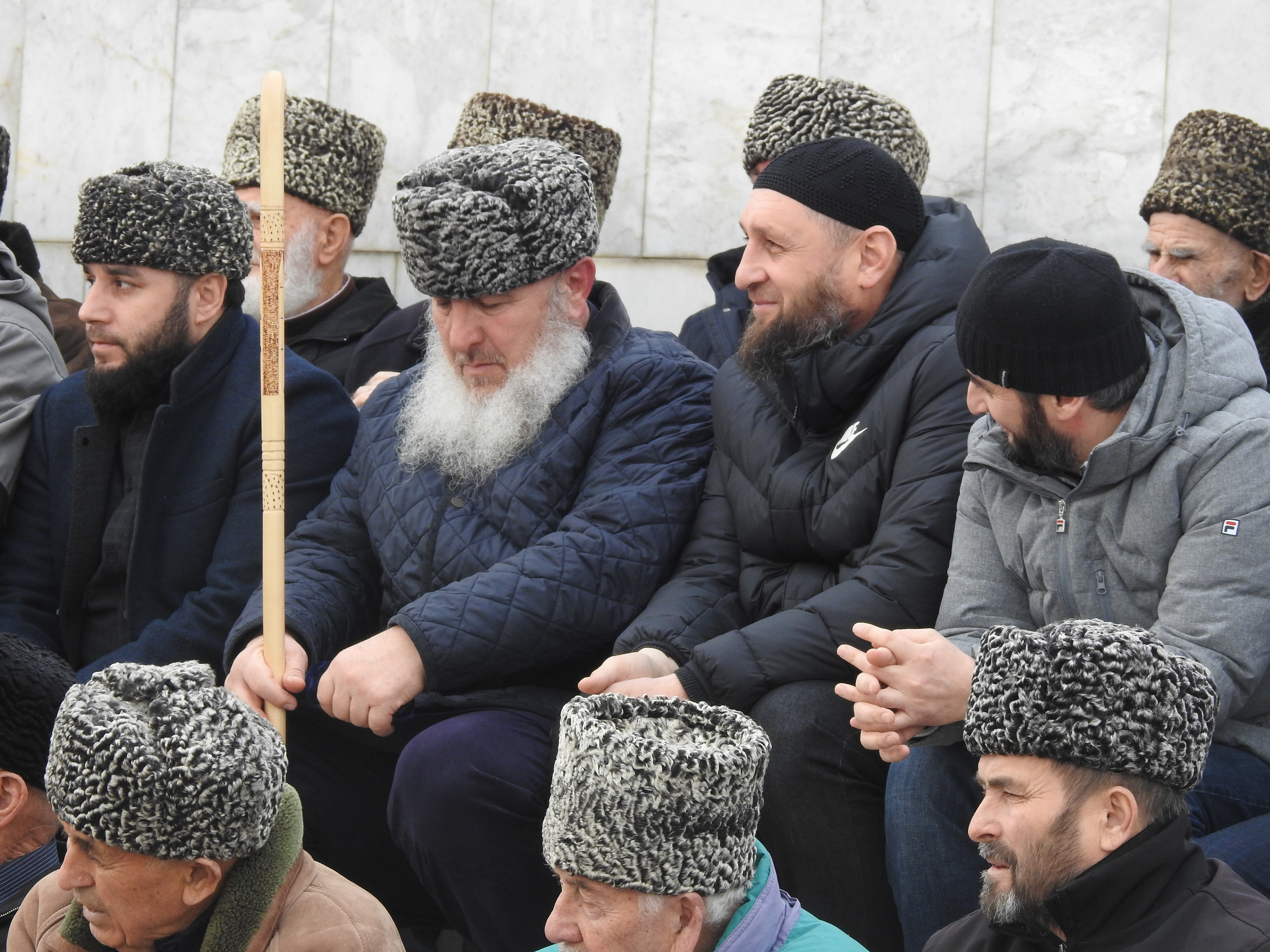
Траурный митинг 23 февраля 2020 года

Председатель Парламента Чеченской Республики Даудов М. Х. в 23 февраля 2023 года выступая на собрании, организованном в память о жертвах сталинских репрессий потребовал вернуть чеченцам и ингушам дома, отнятые у них во время ссылки в 1944 году.

К сожалению, даже через 79 лет для некоторых наших братьев - чеченцев и ингушей - ссылка еще не закончена. Они до сих пор, в прямом смысле этого слова, находятся в ссылке. Я имею ввиду наших братьев бывшего Ауховского района, а также Республики Ингушетия. Я обратился бы к тем, кто до сих пор живет в их отчих домах, которые называют себя мусульманами, а также не мусульманами. Побойтесь Всевышнего, побойтесь Бога! Неужели вы не боитесь гнева Всевышнего? В судный день, когда вам скажут: «Вы пользовались плодами мусульман - своих братьев по вере, их землями, их садами?», что вы ответите? Тем более наши братья - чеченцы и ингуши - требуют исполнения закона «О реабилитации репрессированных народов», который принят в 1991 году. Они требуют исполнения закона, конституционных прав граждан Российской Федерации, как полноправные граждане нашей страны— Даудов М. Х.

## Конфликты
Конфликт конца сентября — начала октября 1964 года, произошедший в городе Хасавюрте Дагестанской АССР, на национальной почве произошел между лакцами и чеченцами. В общей сложности с обеих сторон в массовых драках принимало участие около семи сотен человек. Вместе с тем, холодное или огнестрельное оружие применено не было, благодаря чему убитых либо получивших тяжёлые травмы не было. Столкновения продолжались в течение недели, пойдя на убыль лишь в начале октября и прекратившись к 3 октября.
Правоохранительные органы возбудили уголовное дело по статье об организации массовых беспорядков. Были арестованы и впоследствии приговорены к различным срокам лишения свободы 9 наиболее активных участников беспорядков.
29 августа 2007 года в селении Калининаул произошло столкновение между чеченцами и аварцами в возрасте от 15 до 30 лет, в котором участвовало более 100 человек. В столкновении пострадало 8 человек, в том числе два милиционера. 15 человек из участников драки были задержаны правоохранительными органами.
25 июня 2017 года в селе произошел крупный конфликт между группами аварцев и чеченцев с применением оружия, однако в МВД опровергли данные насчет перестрелки. Причина конфликта — земельный вопрос. До депортации чеченцев в 1944 году село Ленинаул входило в состав Ауховского района, где традиционно проживали чеченцы-ауховцы и не восстановления района. 7 июля события развивались стремительно: информацию о новом сходе распространили в соцсетях, на помощь дагестанским чеченцам выехали около 500 автомобилей из соседней Чечни, дагестанские силовики ограничили въезд в район. Чеченцы штурмовали селение со стороны Хасавюрта. Для разрешения конфликта в Ленинаул прибыл спикер парламента Чечни Магомед Даудов, после чего чеченцы начали покидать село.

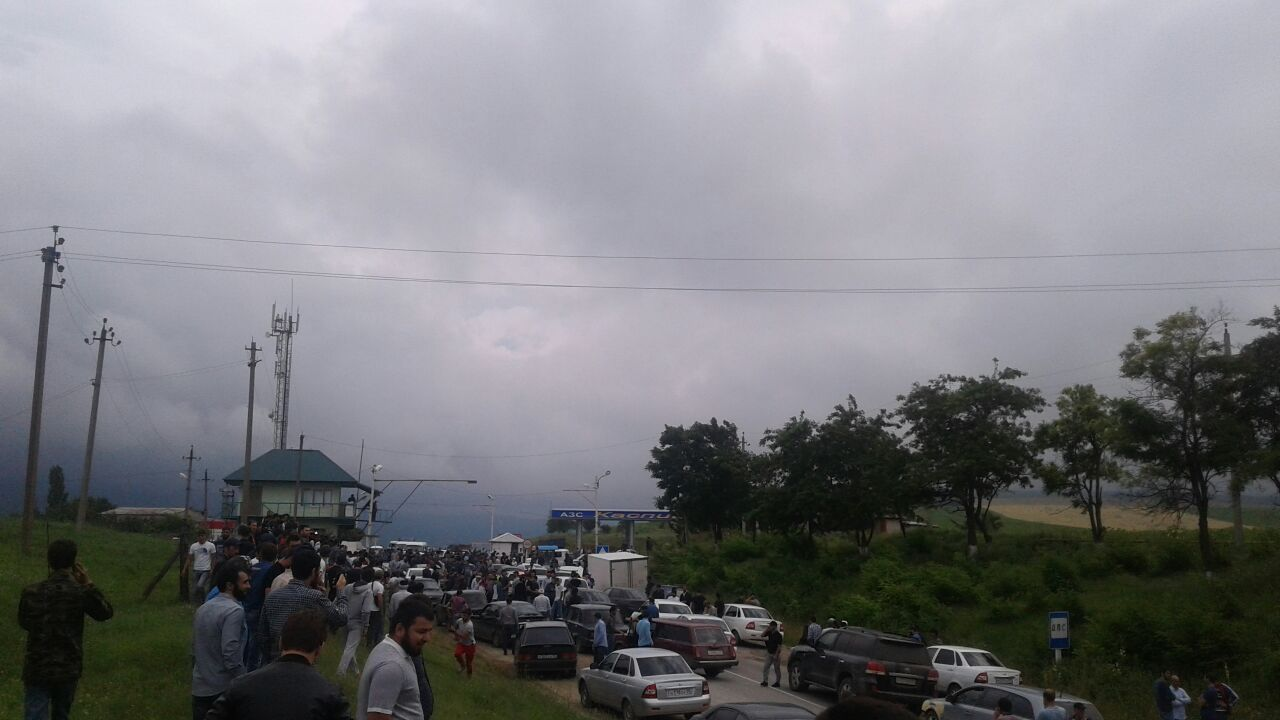
Чеченцы у поста в Ленинаул 7 июля 2017 года
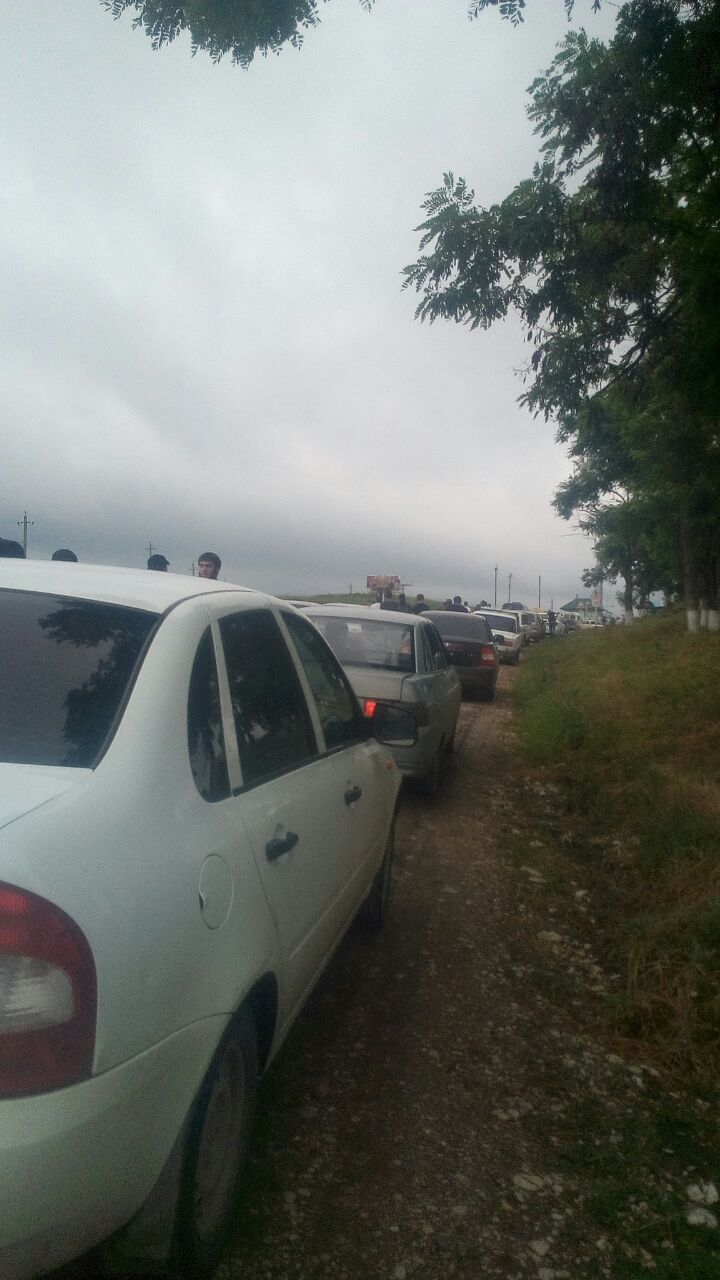
Чеченцы у поста в Ленинаул 7 июля 2017 года

## Памятник
В 1989 году обострилась напряженность в отношениях между чеченцами, с одной стороны, и лакцами и аварцами, когда чеченцы-ауховцы потребовали восстановления Ауховского района, с 1944 года заселенного лакцами и аварцами. После установления хасавюртовским отделением общества «Мемориал» памятника в с. Ярыксу-Аух жертвам депортации 1944 года в райцентре Новолакское собрался многочисленный митинг лакцев и аварцев, участники признали установления памятника «очагом напряженности и столкновений» и потребовали выселения чеченцев-ауховцев в Шелковской район Чечено-Ингушетии.

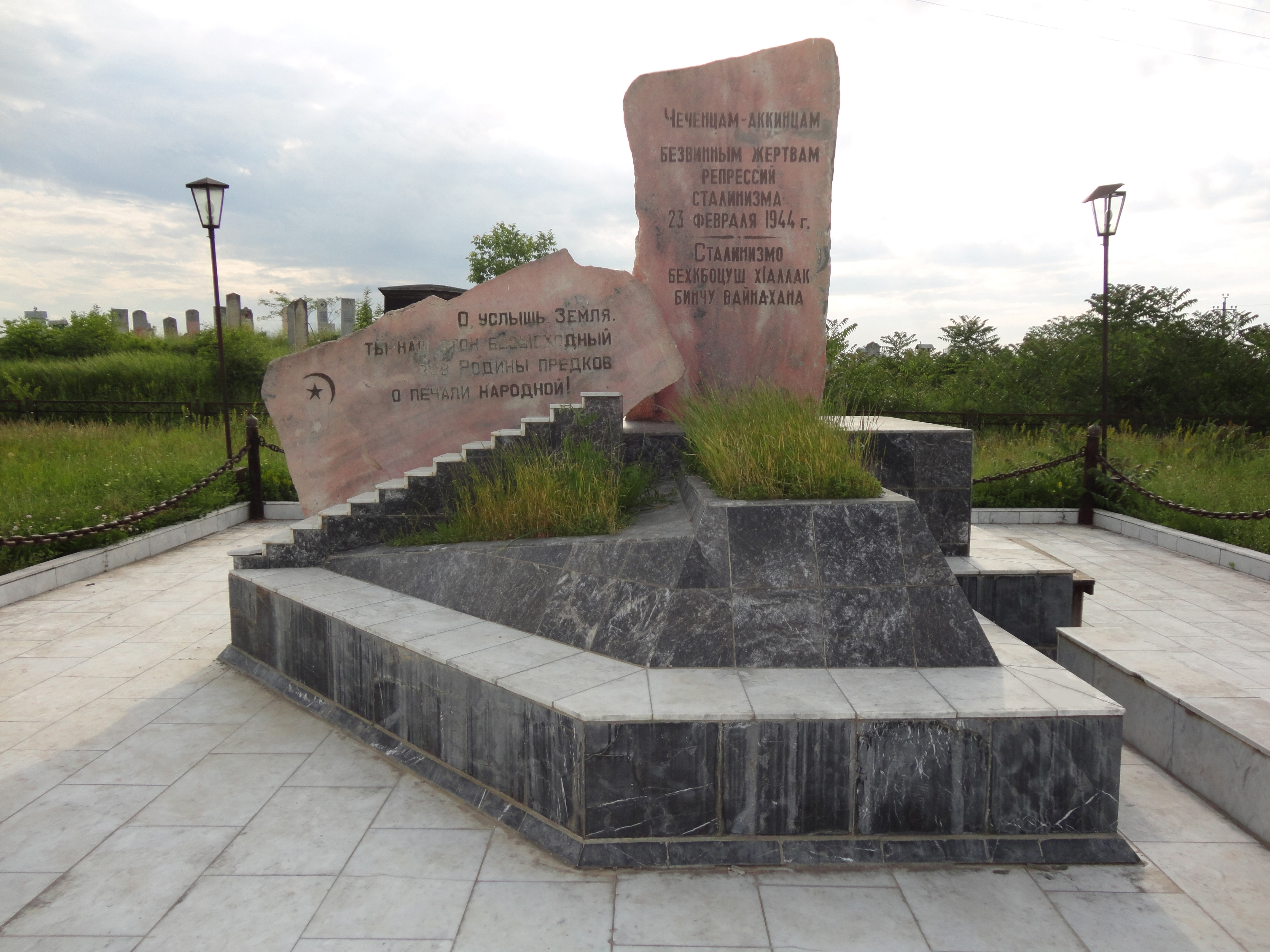
Памятник жертвам сталинизма — чеченцам-аккинцам
Памятник жертвам сталинизма — чеченцам-аккинцам
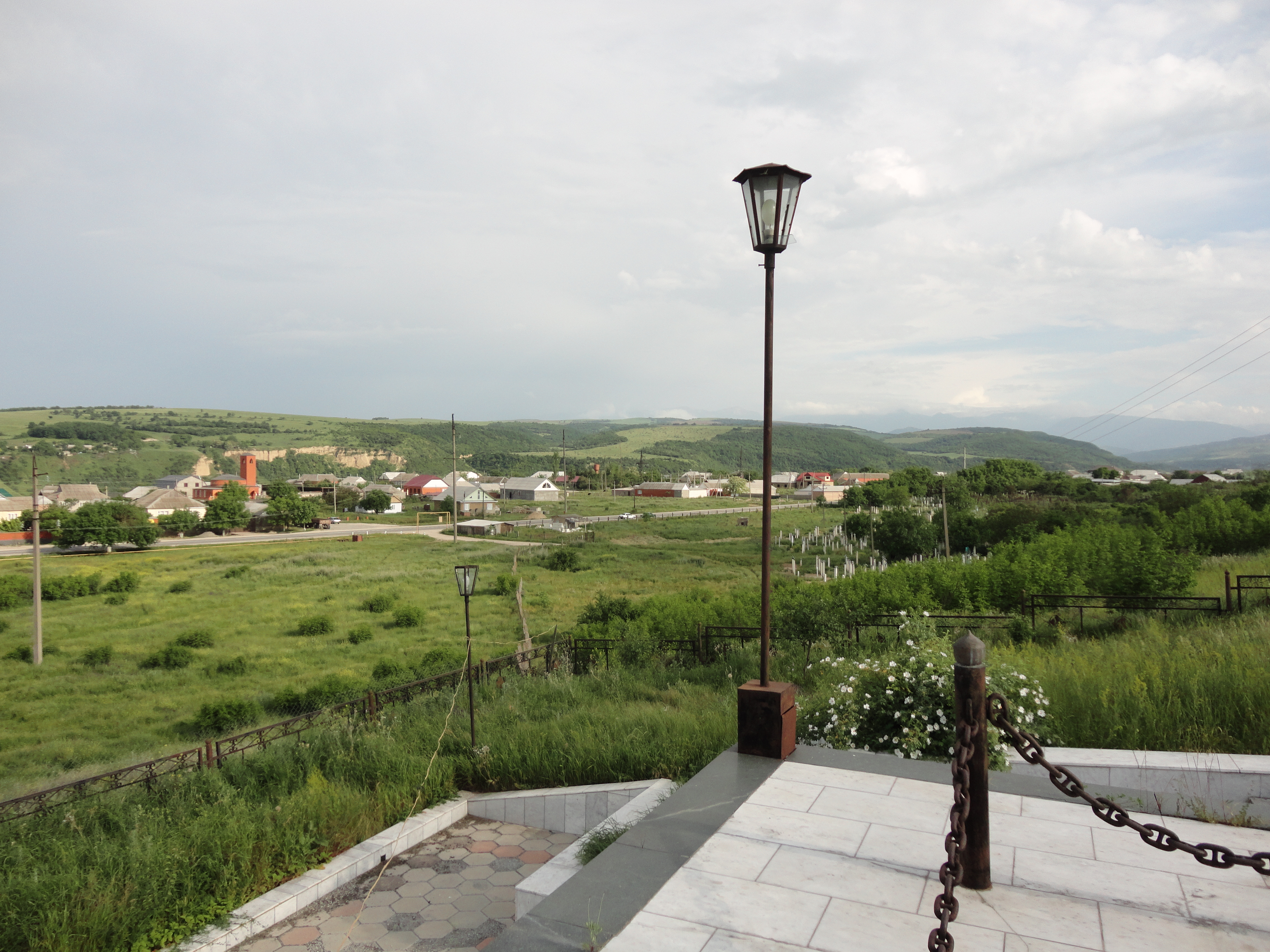
Памятник жертвам сталинизма — чеченцам-аккинцам
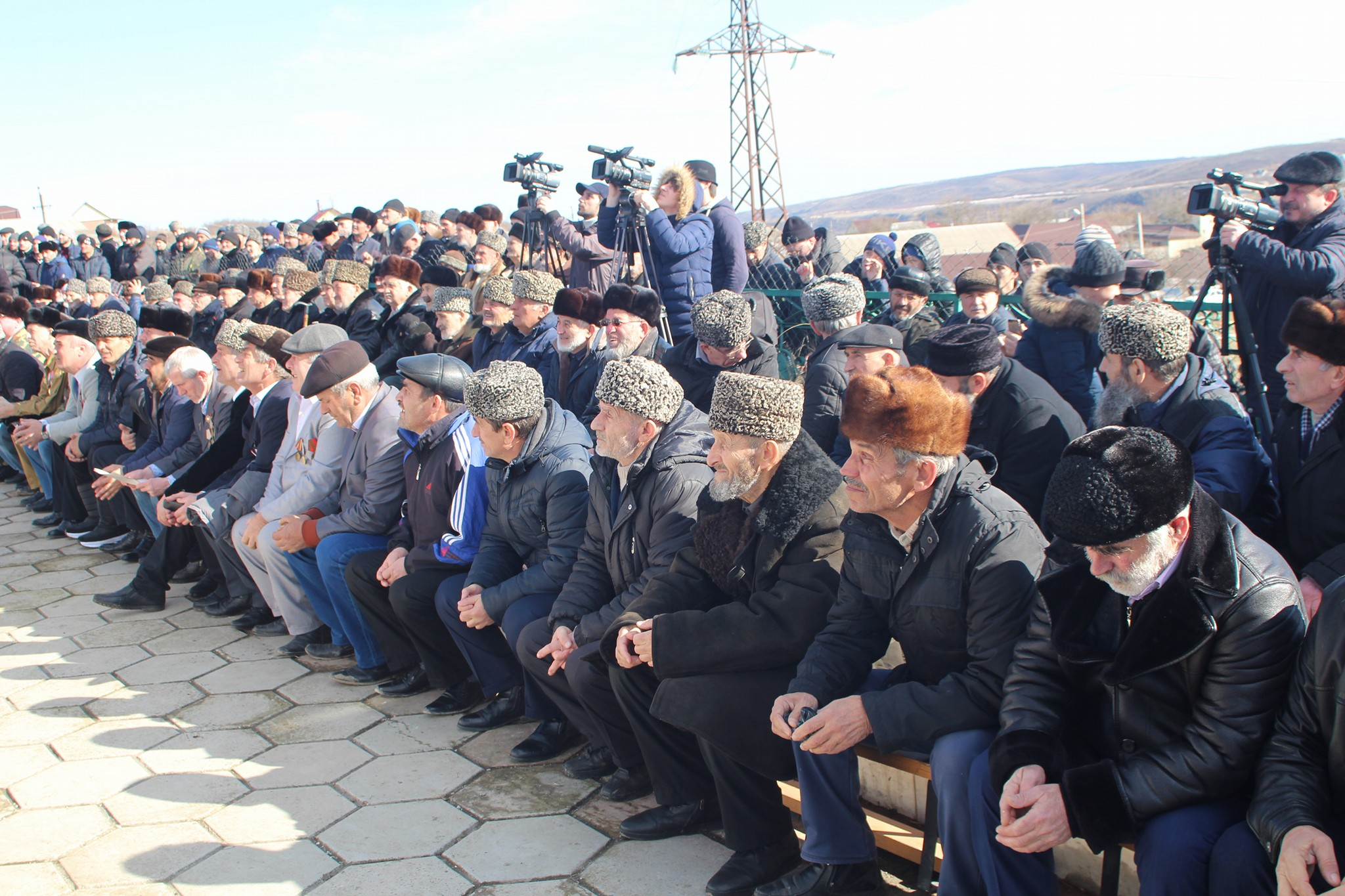
Митинг 23 февраля 2017 года, посвящённый годовщине депортации.

## Территориальное устройство
| № | Сельсоветы                     | Административный центр | Населённые пункты                          | Население (чел.) 1939 г. | Площадь (км²) |
| - | ------------------------------ | ---------------------- | ------------------------------------------ | ------------------------ | ------------- |
| 1 | Акташ-Ауховский сельсовет      | село Акташ-Аух         | с. Акташ-Аух, с. Бурсун                    | 2519                     | ?             |
| 2 | Алты-Мирза-Юртовский сельсовет | село Алты-Мирза-Юрт    | с. Алты-Мирза-Юрт                          | 423                      | ?             |
| 3 | Банай-Аульский сельсовет       | село Банай-Аул,        | с. Банай-Аул, с. Банай-Юрт, с. Ямансу      | 2590                     | ?             |
| 4 | Бильтаульский сельсовет        | село Бильт-Аул         | с. Бильт-Аул                               | 707                      | ?             |
| 5 | Кишень-Ауховский сельсовет     | село Кишень-Аух        | с. Кишень-Аух                              | 1113                     | ?             |
| 6 | Минай-Тугайский сельсовет      | село Минай-Тугай       | с. Минай-Тугай, с. Зандах, Дзури , Барчхой | 1105?                    | ?             |
| 7 | Юрт-Ауховский сельсовет        | село Юрт-Аух           | Юрт-Аух                                    | 1560                     | ?             |
| 8 | Ярыксу-Ауховский сельсовет     | село Ярыксу-Аух        | с. Ярыксу-Аух                              | 2056                     | ?             |

Исчезнувшие ауховские аулы и хутора
Албури-Отар, Гебак-Гала, Ханий дук, Бурсун, Цечой-Эвл, Чонтой отар, Элийбаввинчу, Аташ-отар, Довтанхажин отар, Жамалда отар, Исмайл эвл, Накха-Отар,

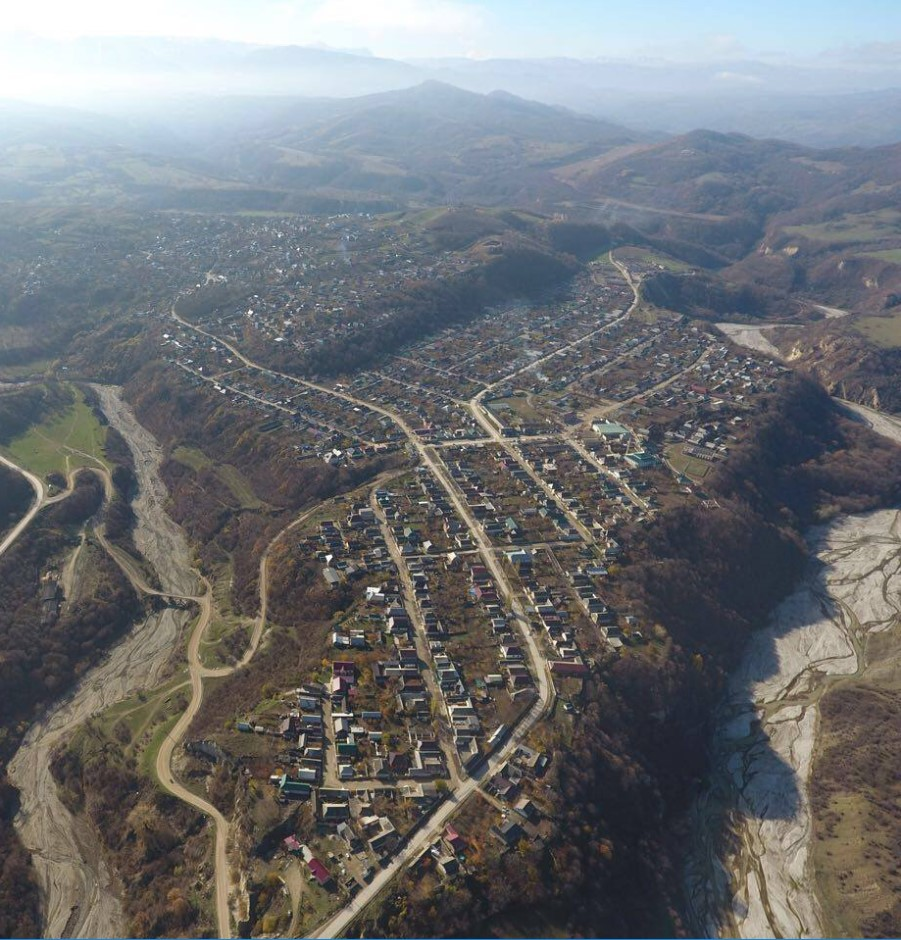
Юрт-Аух
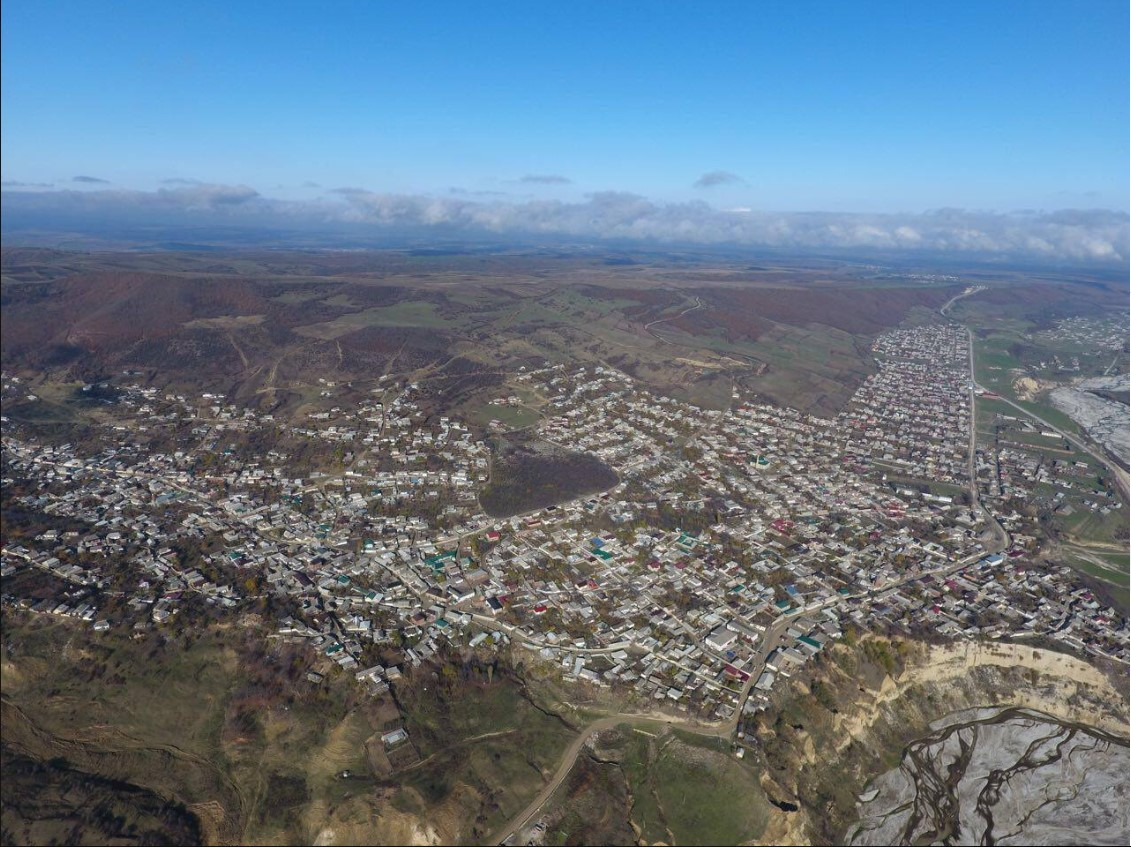
Акташ-Аух
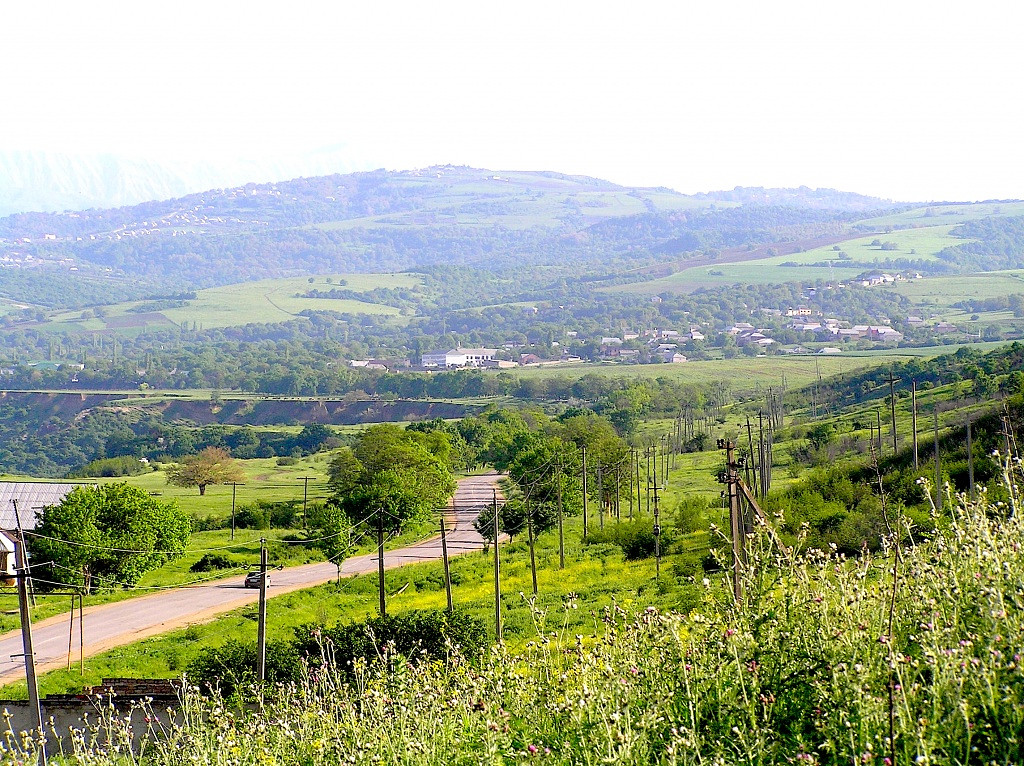
Ярыксу-Аух
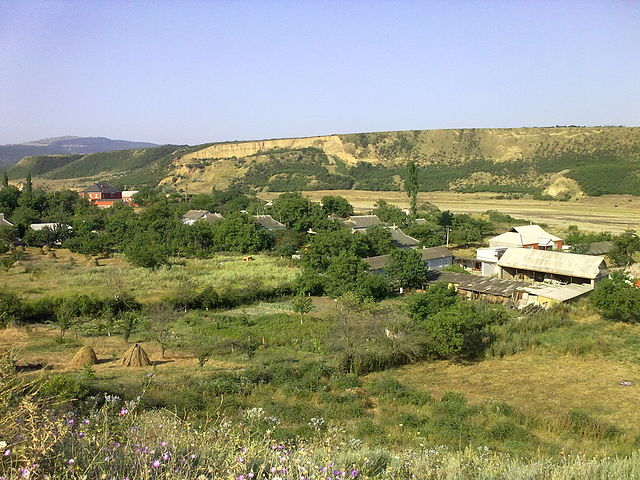
Зори-Отар
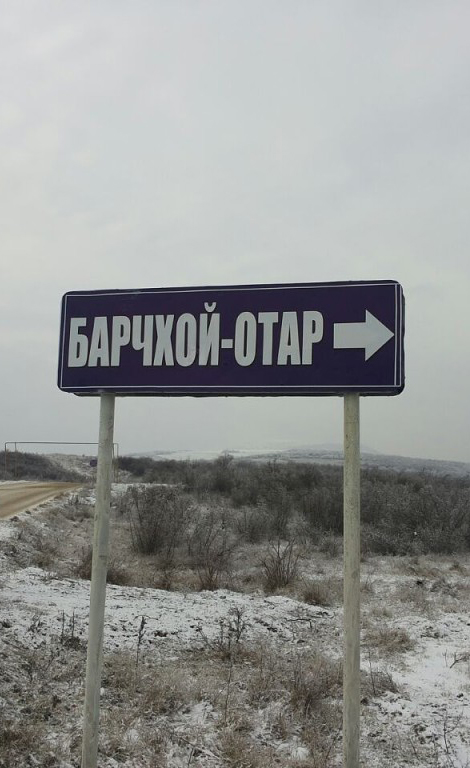
Барчхойотар
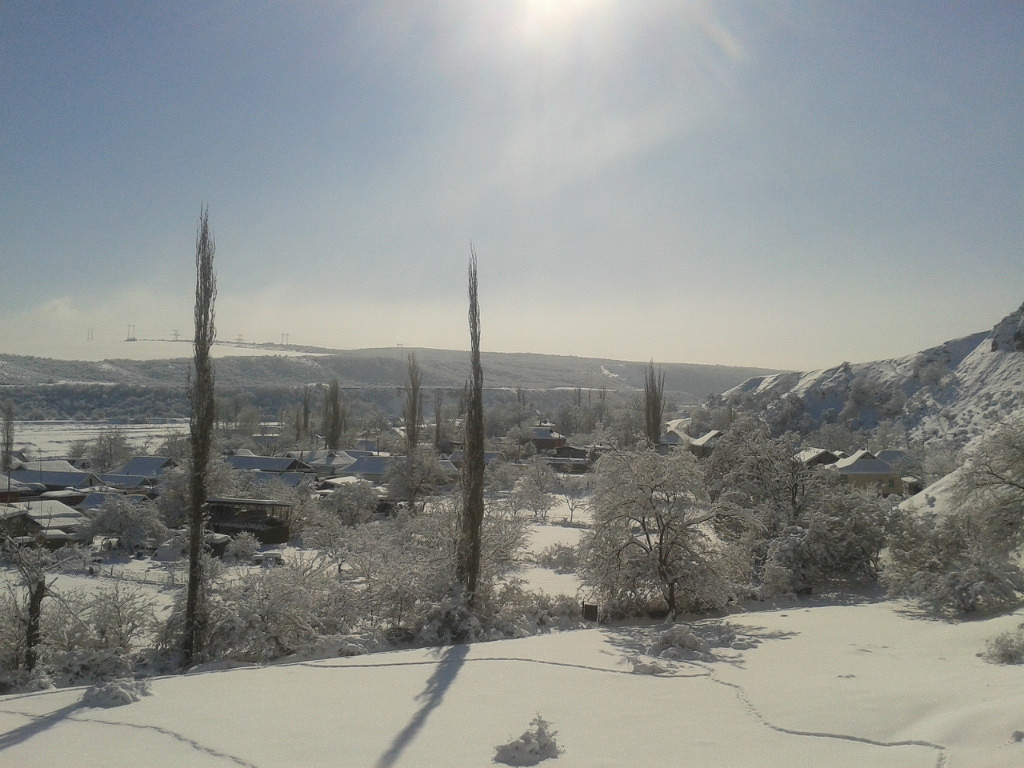
Зима в Алтмарзаюрте